# Laurence Suisse
Laurence Suisse est une athlète française, née à Le Bourg-d'Oisans le 19 février 1964, adepte de la course d'ultrafond et championne de France des 24 heures en 2011.

## Biographie
Laurence Suisse est championne de France des 24 heures de Séné en 2011, et championne de France des 100 km de Belvès dans sa catégorie d'âge en 2012.

## Records personnels
Statistiques de Laurence Suisse d'après la Fédération française d'athlétisme (FFA) et la Deutsche Ultramarathon-Vereinigung (DUV) :
- Marathon : 3 h 22 min 49 s au marathon de Barcelone en 2010[6]
- 100 km route : 9 h 7 min 6 s aux 100 km du Spiridon Catalan en 2009
- 6 heures route : 60,200 km aux championnats de France des 24 h de Séné en 2011 (6 h split)
- 12 heures route : 112,000 km aux championnats de France des 24 h de Séné en 2011 (12 h split)
- 24 heures route : 204,656 km aux 24 h de Saint-Maixent-l'École en 2010
- 6 jours route : 622,481 km aux 6 j de France en 2016